# 846
| [ Edytuj tabelę ]          |                                               |
| Król Anglii                | - 839 Ethelwulf 858                           |
| Hrabia Aragonii            | - 844 Galindo I Aznárez 867                   |
| Król Asturii               | - 842 Ramiro I 850                            |
| Hrabia Barcelony           | - 844 Sunifred I 848                          |
| Cesarz Bizancjum           | - 842 Michał III Metystes 867                 |
| Chan Bułgarii              | - 836 Presjan 852                             |
| Cesarz Chin                | - 840 Tang Wuzong 846 - 846 Tang Xuanzong 859 |
| Król Franków wschodnich    | - 840 Lotar I 855                             |
| Król Franków zachodnich    | - 843 Karol II Łysy 877                       |
| Cesarz Japonii             | - 833 Ninmyō 850                              |
| Kalif                      | - 842 Al-Wasik 847                            |
| Król Khmerów               | - 802 Dżajawarman II 850                      |
| Patriarcha Konstantynopola | - 843 Metody I 847                            |
| Król Mercji                | - 840 Berhtwulf 852                           |
| Król Nawarry               | - 824 Inigo Arista 851                        |
| Król Nortumbrii            | - 840 Etelred II 848                          |
| Papież                     | - 844 Sergiusz II 847                         |
| Cesarz rzymski             | - 817 Lotar I 855                             |
| Książę Saksonii            | - 844 Ludolf 866                              |
| Król Szkocji               | - 843 Kenneth I 858                           |
| Doża Wenecji               | - 837 Pietro Tradonico 864                    |
| Książę wielkomorawski      | - 820 Mojmir I 846 - 846 Rościsław 870        |

Rok 846 / DCCCXLVI
stulecia: VIII wiek ~
IX wiek ~
X wiek

lata: 836 «
841 «
842 «
843 «
844 «
845 «
846
» 847
» 848
» 849
» 850
» 851
» 856

## Wydarzenia
- 23 sierpnia – Saraceni wylądowali koło Ostii (port rzymski), splądrowali i złupili miasto Rzym i obie bazyliki: św. Piotra i św. Pawła.

- W efekcie zbrojnej interwencji Ludwika Niemieckiego obalony został założyciel Państwa Wielkomorawskiego Mojmir I; jego miejsce zajął Rościsław.
- rozpoczyna się budowa grodu w pobliżu wsi Stary Białcz w Wielkopolsce

## Urodzili się
- 1 listopada – Ludwik II Jąkała, król zachodniofrankijski (zm. 879)

- Alfred Wielki, król Anglii (zm. 899)

## Zmarli
- Chang Pogo, generał wojsk koreańskiego państwa Shilla (data sporna lub przybliżona)
- Ibrahim Ibn Sajjar an-Nazzam, bagdadzki religioznawca i badacz filozofii starogreckiej (ur. 775)
- Abu Tammam, poeta i antologista arabski (ur. ok. 800)